# Clàssica de Sant Sebastià 1984
La Clàssica de Sant Sebastià 1984, 4a edició de la Clàssica de Sant Sebastià, és una cursa ciclista que es va disputar el 16 d'agost de 1984 sobre un recorregut de 244 km. El vencedor final fou el suís Niki Rüttimann (La Vie Claire), que s'imposà a l'esprint a l'alemany Raimund Dietzen (Teka) i el català Celestí Prieto.

## Classificació general
|    | Ciclista               | Equip         | Temps      |
| -- | ---------------------- | ------------- | ---------- |
| 1  | Niki Rüttimann (SUI)   | La Vie Claire | 6h 11' 10" |
| 2  | Raimund Dietzen (GER)  | Teka          | m. t.      |
| 3  | Celestí Prieto (ESP)   | Reynolds      | m. t.      |
| 4  | Dominique Garde (FRA)  | Peugeot       | m. t.      |
| 5  | Josep Recio (ESP)      | Kelme         | m. t.      |
| 6  | Iñaki Gastón (ESP)     | Reynolds      | m. t.      |
| 7  | Faustino Rupérez (ESP) | Zor           | m. t.      |
| 8  | Eduardo Chozas (ESP)   | Zor           | m. t.      |
| 9  | Robert Millar (GBR)    | Peugeot       | m. t.      |
| 10 | Ángel Camarillo (ESP)  | Zor           | m. t.      |